# Air guitar
A prática de air guitar ou guitarra imaginária consiste em imaginar uma guitarra nos braços e dedilhá-la do mesmo jeito que dedilhamos uma guitarra real. Essa modalidade ocorre em muitos locais, entre eles, a província de Oulu na Finlândia.

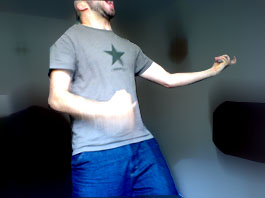
Exemplo de uma guitarra imaginária.

## Inovações
Há várias inovações tecnológicas para permitir que a air guitar seja tocada como um instrumento real, produzindo sons que dependem de ações do "executante".
Em 2005, estudantes da Universidade de Tecnologia de Helsinque desenvolveram um sistema que traduz o movimento das mãos em sons de guitarra elétrica, resultando em uma guitarra imaginária funcional. O sistema, composto de um par de luvas brilhantemente coloridos e uma câmera de infravermelho, é um das peças mais populares na Centro de Ciências de Helsinque. A câmera reconhece a distância entre as duas luvas, bem como os dedilhados feitos pelo usuário para sintetizar uma melodia de guitarra elétrica, trabalhar usando apenas seis notas. Nenhum conhecimento musical é necessário.
Em novembro de 2006, pesquisadores da Commonwealth Scientific and Industrial Research Organisation anunciaram que tinha desenvolvido uma camisa que detecta o movimento humano e poderia ser usada como guitarra imaginária.
Em 2007, a empresa de brinquedos Silverlit V-Beat introduziu um gadget de guitarra imaginária. O dispositivo é composto de três partes de uma palheta de guitarra com sensores de movimento, uma parte do pescoço com quatro botões e um corpo como um violão. Alterando a distância entre o corpo e o pescoço e pressionando uma combinação dos quatro botões na parte do pescoço, até 48 tons e acordes podem ser reproduzidos. A  Air Guitar V-Beat foi considerada como o 'Melhor Gadget de Música' no programa de televisão The Gadget Show. A Air Guitar Beat-V foi criada pela holandesa 1upToys .
Em 2007, uma empresa japonesa chamada Takara Tomy apresentou a Air Guitar Pro ( Guitarra Rockstar ), um simulador de guitarra funcional. Acionado com uma das mãos, o dispositivo usa sensores de calor e de movimento para detectar os movimentos da outra mão e produzir os sons de guitarra. Este simulador de guitarra tornou-se popular no UK motoring show Top Gear apresentado por Jeremy Clarkson.
Em março de 2008, a  Jada Toys da Califórnia introduziu o brinquedo Air Rocker Guitar, que contou com a tecnologia patenteada em uma fivela de cinto. Quando o usuário dedilha uma pick magnética na frente da fivela do cinto, a música toca guitarra através de um amplificador portátil. O Air Guitar Rocker é comercializado com a licença do popular Guitar Hero e foi criado pelo inventor de brinquedos David Führer e sua equipe.
Em junho de 2011, San Francisco, CA Yobble anunciou o Mova Air Guitar, um acessório para iPhone e iPod Touch. [carece de fontes] Usuários detém o iPhone em uma das mãos e uma guitarra com sensor de movimento de seleção no outro. Com base nos movimentos das duas mãos, o software é capaz de reconhecer movimentos. O jogo empacotado é uma mistura de Guitar Hero e Dance Central. A Red Bull doou 20.000 dólares para o projeto e está a organizar eventos sobre o Mova Air Guitar.[carece de fontes?]

## Torneios

### Campeonato Mundial
O Campeonato Mundial de Guitarra Imaginária (em inglês: "The Annual Air Guitar World Championship Contest") é uma competição anual que acontece desde 1996, sempre na cidade de Oulu (Finlândia) como parte do Oulu Music Video Festival.

#### Lista de Campeões
| Year | Ouro                               | Prata                                                            | Bronze                              |
| ---- | ---------------------------------- | ---------------------------------------------------------------- | ----------------------------------- |
| 2012 | Justin “Nordic Thunder” Howard     | Matt “Airistotle” Burns                                          | Theun "Tremelo Theun" de Jong       |
| 2011 | Aline “The Devil's Niece” Westphal | Justin Howard en “Trueno nórdico”                                | Veronica “Like Ever Gin” Mullerova  |
| 2010 | Sylvain “Gunther Love” Quimene     | Soraya “Eva Gina Runner” Garlenq                                 | Cole “Johnny Utah” Manson           |
| 2009 | Sylvain “Gunther Love” Quimene     | Craig “Hot Lixx Hulahan” Billmeier / Andrew “William Ocean” Litz |                                     |
| 2008 | Craig “Hot Lixx Hulahan” Billmeier | Andel “John Sniffler” Soree                                      | Cole “Johnny Utah” Manson           |
| 2007 | Ochi “Dainoji” Yosuke              | Guillaume “Moche Pitt” de Tonquédec                              | Max “Herr Jaquelin” Heller          |
| 2006 | Ochi “Dainoji” Yosuke              | Clay “Bangers” Connolly                                          | Christian “Heart Buckboard” Sweep   |
| 2005 | Michael “Destroyer” Heffels        | Giesela “Gizzy Guitar” Visser                                    | Gyuri “Pelvis Fenderbender” Vergouw |
| 2004 | Tarquin “The Tarkness” Keys        | Miri “Sonyk-Rok” Park                                            | David “C-Diddy” Jung                |
| 2003 | David “C-Diddy” Jung               | Jordi “Funky Jordi” Nieuwenburg                                  | Mark “Roxy McStagger” Hadfield      |
| 2002 | Zac “Mr. Magnet” Monro             | Toby Peneha                                                      | Andrew Buckles                      |
| 2001 | Zac “Mr. Magnet” Monro             | Markus Vainionpää                                                | Rupert Abrahams                     |
| 2000 | Markus Vainionpää                  | Sari Rivinen                                                     | Anthony Lee                         |
| 1999 | Johanna Ala-Siurua                 | Petteri Tikkanen                                                 | Arnaud Stephan                      |
| 1998 | Juha Hippi                         | Teja Kotilainen                                                  | Danny Turano                        |
| 1997 | Ville Paakkari                     | Jenni Pääskysaari                                                | Mika Mäntykenttä                    |
| 1996 | Oikku Ylinen                       | Rehtori-Heko                                                     | Petri Heikkinen                     |